# Gibōshi

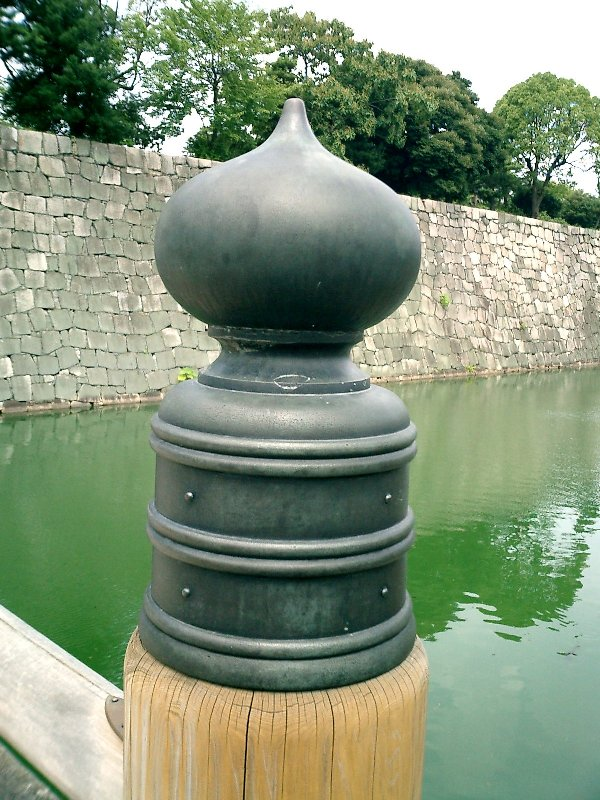
Gibōshi du château de Nijō.

Un gibōshi (擬宝珠) est une décoration ornementale utilisée sur les anciens ponts japonais. Les gibōshi sont des poteaux d'une taille comparable à celle des piétons et situés de part et d'autre des côtés des ponts. La partie supérieure d'un gibōshi est bulbeuse et se termine en pointe, ressemblant aux clochers à bulbe occidentaux. On les trouve souvent sur les anciens ponts et sur les ponts des jardins japonais ainsi que dans les temples et sanctuaires shinto.

## Galerie

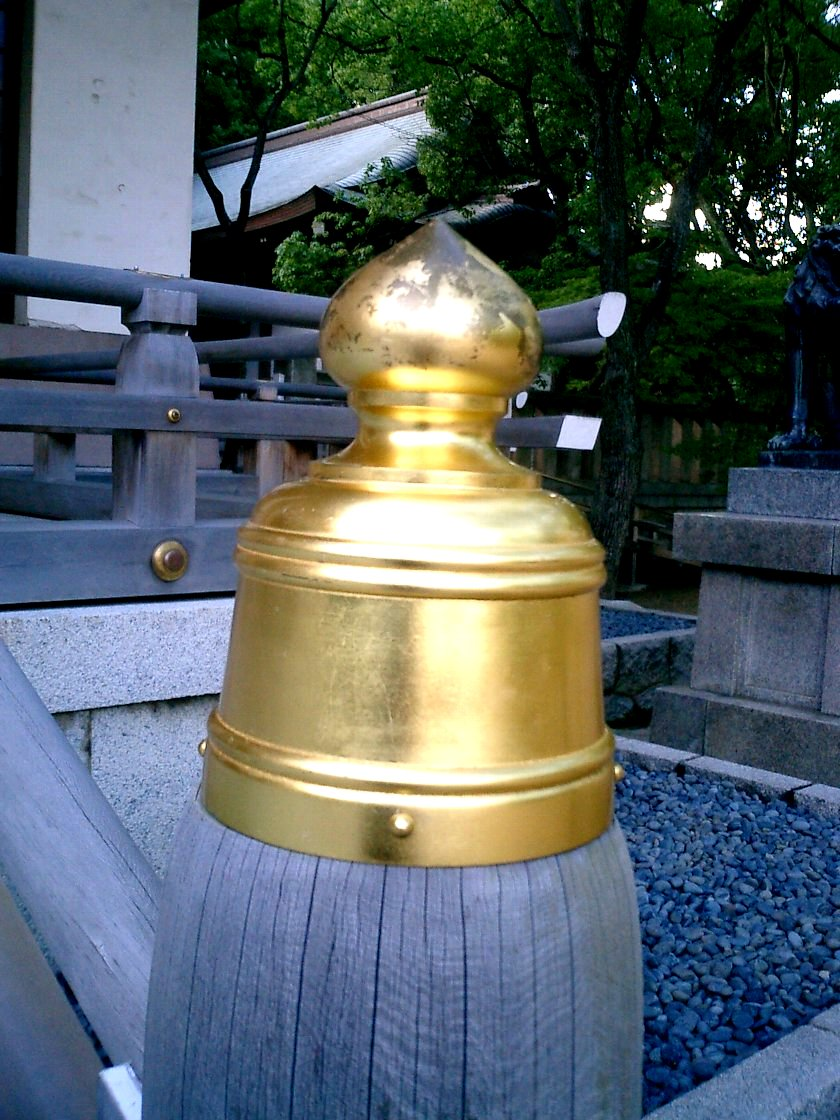
Sanctuaire de Minatogawa près de Kobe.
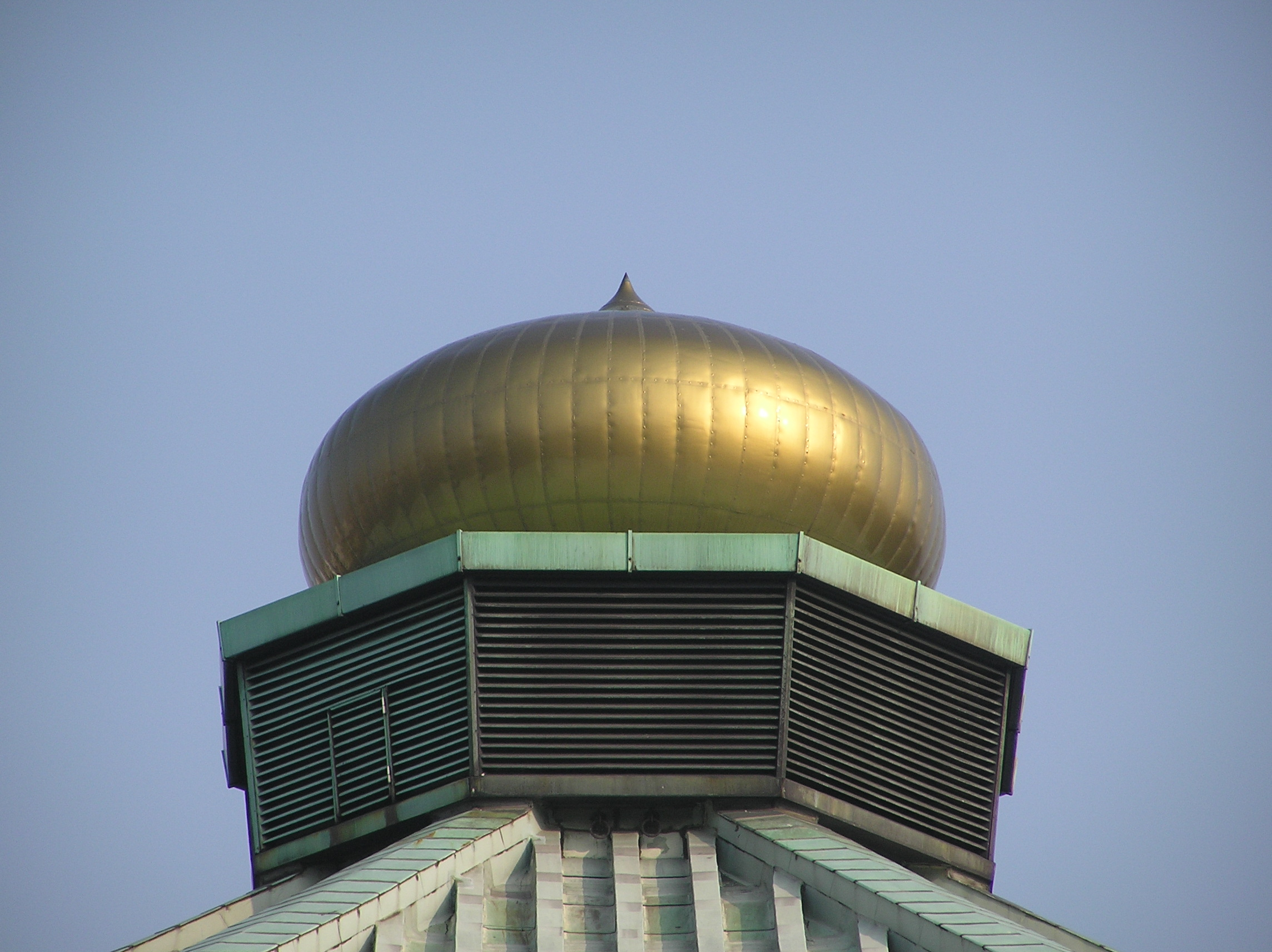
Gibōshi du Nippon Budokan de Tokyo.